# NK Hajduk Vera
NK Hajduk je nogometni klub iz Vere.

## Povijest
Klub je osnovan 1937. godine. 
1997. godine (nakon mirne reintegracije hrvatskoga Podunavlja u Republiku Hrvatsku), dolazi do restrukturiranja naselja, pa Vera ulazi u sastav općine Trpinja. Zbog nemogućnosti financiranja 4 kluba iz općinskog proračuna, Hajduk biva ugašen, a igralište preorano.
Inicijativom ljubitelja nogometa, 2010. godine dolazi do ponovne aktivacije kluba. Klub se natječe u 3. ŽNL Vukovarsko-srijemskoj NS Vukovar, a domaće utakmice igra u Trpinji na igralištu Sinđelića (U Gaju), zbog nepostojanja stadiona u Veri. Jedno vrijeme, utakmice je igrao u Pačetinu na igralištu NK Sloga Pačetin
Prije samog početka sezone 2015./16., Hajduk je odustao od natjecanja, te je trenutačno neaktivan.

### Plasmani kluba kroz povijest
| Sezona    | Liga                                   | Plasman    |
| --------- | -------------------------------------- | ---------- |
| 2010./11. | 3. ŽNL Vukovarsko-srijemska NS Vukovar | 6. mjesto  |
| 2011./12. | 3. ŽNL Vukovarsko-srijemska NS Vukovar | 8. mjesto  |
| 2012./13. | 3. ŽNL Vukovarsko-srijemska NS Vukovar | 10. mjesto |
| 2013./14. | 3. ŽNL Vukovarsko-srijemska NS Vukovar | 9. mjesto  |
| 2014./15. | 3. ŽNL Vukovarsko-srijemska NS Vukovar | 9. mjesto  |